# Akira Yamaoka
Akira Yamaoka (山岡 晃, Yamaoka Akira; Niigata, 6 de fevereiro de 1968) é um músico e compositor de videogames japonês, tendo lançado canções para diversos títulos da Konami, como por exemplo Silent Hill 2, Rumble Roses e Lollipop Chainsaw, além de um álbum próprio chamado iFUTURELIST. Yamaoka estudou na Tokyo Art College, onde fez design de produtos e design de interiores. Ele se juntou à Konami em 21 de setembro de 1993, após previamente ter sido um compositor freelance.

## Biografia
Akira é mais conhecido por seu trabalho na série de jogos de videogame Silent Hill, por compor todas as músicas e efeitos sonoros de toda a série (exceto por Silent Hill: Play Novel para o Game Boy Advance, Silent Hill: Downpour e "Esperàndote" em Silent Hill, composta por Rika Muranaka). Desde Silent Hill 3 ele passou a atuar também como produtor da série, mas ainda continuou a compor as músicas dos jogos.
As músicas de Yamaoka comumente contém tons de melancolia forte e geralmente identificam-se com ambientes escuros, industriais e trip hop. Desde Silent Hill 3, ele também começou a trabalhar com a colaboração de Mary Elizabeth McGlynn e Joe Romersa para cantar algumas de suas composições. Muitos dos seus trabalhos anteriores foram compilados para a adaptação do filme de 2006 de Silent Hill, dirigido por Christophe Gans.
Suas músicas do Silent Hill 2 foram tocadas ao vivo em 2005 na terceira Symphonic Game Music Concert em Leipzig, Alemanha. Yamaoka também tocou as suas músicas de Silent Hill na estreia mundial da PLAY! A Video Game Symphony em 27 de maio de 2006 em Chicago, Illinois, e acompanhou a orquestra com uma guitarra elétrica de sete cordas. Ele também compôs as músicas para a série de jogos da Konami, Bemani, que também se caracteriza por ter músicas similares as de Silent Hill. Seu primeiro álbum original, iFUTURELIST, foi lançado em janeiro de 2006.
Em 2 de dezembro de 2009 foi anunciado que Yamaoka deixaria sua duradoura carreira na Konami.
Em 3 de fevereiro de 2010, foi anunciado que Yamaoka se juntou à Grasshopper Manufacture e trabalhará com Goichi Suda e Shinji Mikami no próximo jogo de horror seus em parceria com a Electronic Arts.

## Vida pessoal
Antes de trabalhar como compositor de jogos de videogame, Yamaoka inicialmente trabalhou como designer, mas ao invés disso, tornou-se um músico após estudar produção na Tokyo Art College.
Em 1993, ele entrou para a Konami para trabalhar no jogo Sparkster: Rocket Knight Adventures 2. Quando a Konami começou a buscar por um músico para compor a trilha de Silent Hill, escolheram Yamaoka voluntariamente, porque o consideravam o único capaz de fazer a trilha sonora.

## Influências
Yamaoka cita entre suas influências Angelo Badalamenti (mais conhecido pelo seu trabalho com a trilha sonora de David Lynch), Metallica e Depeche Mode.
Quando perguntado se os seus estudos na Tokyo Art College tinham o ajudado em sua carreira músical, ele respondeu:

"Naquele tempo, Mick Karn da banda Japan, Steve Strange do Visage, e uma série de outros músicos, combinavam as noções de Arte e Música com o seu estilo próprio moderno. Eu realmente fui influenciado por isso. Assim, cada vez que eu escrevo as canções, tento combinar Arte e Música."

## Créditos
| Título do Jogo                                                      | Ano  | Console                                  | Trabalho                                                       | Comentários |
| ------------------------------------------------------------------- | ---- | ---------------------------------------- | -------------------------------------------------------------- | --- |
| SmartBall também conhecido como Jerry Boy                           | 1991 | Super Nintendo Entertainment System      | Assistente de Compositor                                       | Não foi creditado (assim como Hirohiko Fukuda e Manabu Saito). |
| Sparkster: Rocket Knight Adventures 2                               | 1994 | Sega Mega Drive                          | Compositor                                                     | Primeiro projeto de Akira Yamaoka para a Konami. Com Kazuhiko Uehara, Masahiro Ikariko, M. Matsuhira e Michiru Yamane. |
| International Superstar Soccer também conhecido como Perfect Eleven | 1994 | Super Nintendo Entertainment System      | Compositor                                                     | Konami solicitou um som break beat club para soar como The Prodigy. |
| Snatcher                                                            | 1994 | Sega CD                                  | Designer de som.                                               | |
| Vandal Hearts                                                       | 1996 | PlayStation                              |                                                                | |
| Castlevania: Symphony of the Night                                  | 1997 | PlayStation                              | Programador de ritmos.                                         | Recebeu agradecimentos especiais durante os créditos. |
| Kensei: Sacred Fist                                                 | 1998 | PlayStation                              | Compositor                                                     | Nome mencionado durante os créditos. |
| Road Rage também conhecido como Speed King                          | 1998 | PlayStation                              | Compositor                                                     | Originalmente, ele iria fazer apenas uma música para a versão de arcade, mas ao invés disso, compôs todas as músicas do jogo. |
| Dance Dance Revolution 2ndReMIX                                     | 1999 | Arcade e PlayStation                     | Compositor                                                     | Compôs "Love This Feelin'" (Remix)". "Love This Feelin'" foi remixado por U1-ASAMI sob o pseudônimo de Chang-Ma. |
| Silent Hill                                                         | 1999 | PlayStation                              | Diretor de som Produtor de som Compôs músicas e arranjos       | Com Rika Muranaka (compôs "Esperándote"). |
| beatmania IIDX 4th Style                                            | 2000 | Arcade e PlayStation 2                   | Compositor                                                     | Compôs "250bpm", "Diamond Jealousy", "Love Will..." e "Minimalian". "Love Will..." foi composta sob o pseudônimo de riewo. "Minimalian" foi composta sob o pseudônimo de Detroian.                                                                                                  |
| Gradius III e IV                                                    | 2000 | PlayStation 2                            |                                                                | |
| beatmania IIDX 5th Style                                            | 2001 | Arcade e PlayStation 2                   | Compositor                                                     | Compôs "In My Eyes" e "Rislim". Ambas músicas foram cantadas por ric. |
| Silent Hill 2                                                       | 2001 | PlayStation 2, Xbox e PC                 | Diretor de som Fez todas as músicas e efeitos sonoros          | |
| Contra: Shattered Soldier                                           | 2002 | PlayStation 2                            | Diretor de som Compositor Designer de efeitos sonoros          | Com Sota Fujimori (compositor). |
| beatmania IIDX 7th Style                                            | 2002 | Arcade e PlayStation 2                   | Compositor                                                     | Compôs "Bring Her Down", "i feel..." e "Love Me Do". |
| beatmania IIDX 8th Style                                            | 2002 | Arcade e PlayStation 2                   | Compositor                                                     | Compôs "Bit Mania" e "Dancer". "Dancer" foi composta sob o pseudônimo de De Vol. |
| DDRMAX2: Dance Dance Revolution 7thMIX                              | 2002 | Arcade e PlayStation 2                   | Compositor                                                     | Compôs "i feel...". |
| beatmania IIDX 9th Style                                            | 2003 | Arcade e PlayStation 2                   | Compositor                                                     | Compôs "昭和企業戦士荒山課長" (Shōwa Kigyō Senshi Arayama Kachō), "ライオン好き" (Lion Suki) e "Rislim -remix-". "Rislim" foi remixada sob o pseudônimo de Hisashi Nawata. |
| Dance Dance Revolution ULTRAMIX                                     | 2003 | Xbox                                     | Compositor                                                     | Compôs "In My Eyes" (pode ser baixada ao comprar o Ultramix Song Pack #1). Recebeu agradecimentos especiais durante os créditos. Cantou In my Eyes remixada por Midihead no Ultramix Song Pack #2. Cantou I feel... remixada por T.O.Y. no Ultramix Song Pack #2.                   |
| Silent Hill 3                                                       | 2003 | PlayStation 2 e PC                       | Produtor Diretor de som Fez todas as músicas e efeitos sonoros | Com Mary Elizabeth McGlynn (creditada como Melissa Williamson, que cantou "You're Not Here", "Letter - From the Lost Days" e "I Want Love") , Joe Romersa (cantou "Hometown") e Interlace ("Rain of Brass Petals"). O jogo incluía edição limitada com a trilha sonora em CD.       |
| beatmania IIDX 10th Style                                           | 2004 | Arcade                                   | Compositor                                                     | Compôs "Space Fight" e "システムロマンス" (System Romance). "システムロマンス" foi composta sob o pseudônimo de Hiroshi & Chiiko. |
| beatmania IIDX 11: IIDX RED                                         | 2004 | Arcade                                   | Compositor                                                     | Compôs "Awakening" e "Injection of Love". "Injection of Love" foi composta sob o pseudônimo de Akira Shintani, e tinha Sanae Shintani como vocalista. |
| Dance Dance Revolution EXTREME                                      | 2004 | PlayStation 2                            | Compositor                                                     | Compôs "You're Not Here" e "Your Rain (Rage Mix)". "You're Not Here" originalmente foi uma música de Silent Hill 3. "Your Rain (Rage Mix)" é uma remixagem da música "Your Rain" de Silent Hill 4.                                                                                  |
| Rumble Roses                                                        | 2004 | PlayStation 2                            | Compositor                                                     | Compôs "Pluck the Roses!" e "I'm too vituous". |
| Silent Hill 4                                                       | 2004 | PlayStation 2, Xbox e PC                 | Produtor Diretor de som Compôs as músicas                      | Com Mary Elizabeth McGlynn (cantou "Tender Sugar", "Your Rain", "Room of Angel" e "Waiting for You ~ live at "HEAVEN'S NIGHT" ~ (unreleased tunes)") e Joe Romersa (cantou "Cradel of Forest" e supervisionou letras e músicas). Encomendas do jogo recebiam a trilha sonora em CD. |
| pop'n music 12 Iroha                                                | 2004 | Arcade                                   | Compositor                                                     | Compôs "April Fool's Song" e "Ryusei Honey". "Ryusei Honey" foi composta sob o pseudônimo de Akira Shintani, e tinha Sanae Shintani como vocalista. |
| beatmania IIDX 12: HAPPY SKY                                        | 2005 | Arcade                                   | Compositor                                                     | Compôs "Empty of the Sky" e "tant pis pour toi". |
| Dance Dance Revolution EXTREME 2                                    | 2005 | PlayStation 2                            | Compositor                                                     | Compôs "INSIDE YOUR HEART" e "INJECTION OF LOVE (HINA MIX)" uma versão karaokê da música "INJECTION OF LOVE" do beatmania IIDX 11 IIDX RED. Também produziu os arranjos de "I Will Survive" e "Oops!... I Did It Again".                                                            |
| Rumble Roses XX                                                     | 2005 | Xbox 360                                 | Compositor                                                     | Compôs "My Rose", "Your Rose" e "I'm too virtuous (Spencer's Dream Mix)". "I'm too virtuous" foi remixado por Sota Fujimori. |
| iFUTURELIST                                                         | 2006 | CD                                       | Compositor                                                     | Compôs o álbum inteiro. O seu primeiro álbum original. |
| Silent Hill                                                         | 2006 | Filme                                    | Produtor executivo Compositor                                  | As músicas incluídas no filme originalmente foram compostas por Yamaoka para os jogos da série Silent Hill. Algumas das faixas foram remixadas para o filme. |
| beatmania IIDX 13: DistorteD                                        | 2006 | Arcade                                   | Compositor                                                     | Compôs "iFUTURELIST", um single do seu álbum iFUTURELIST, e "Heavenly Sun" com a colaboração de um fã. |
| Dance Dance Revolution STR!KE                                       | 2006 | Playstation 2                            | Compositor                                                     | Compôs "iFUTURELIST (DDR VERSION)", um single do seu álbum iFUTURELIST, e "INJECTION OF LOVE (e)" uma versão em inglês da música "INJECTION OF LOVE" do beatmania IIDX 11 IIDX RED.                                                                                                 |
| pop'n music 14 FEVER!                                               | 2006 | Arcade                                   | Compositor                                                     | Compôs "popdod". |
| beatmania IIDX 14: GOLD'                                            | 2007 | Arcade                                   | Compositor                                                     | Compôs "Play back hate you" e "ヨシダさん" (Yoshida-san). |
| Silent Hill: Origins                                                | 2007 | PlayStation Portable e PlayStation 2     | Produtor Compositor                                            | Compôs 26 faixas. |
| Silent Hill: Homecoming                                             | 2008 | PlayStation 3, Xbox 360 e PC             | Produtor Compositor                                            | |
| GuitarFreaks 3rdMIX Drummania 2ndMIX                                |      | Arcade e PlayStation                     | Compositor                                                     | Compôs "Love This Feelin'" e "POWER DUNKER 2000X". |
| Bugi                                                                |      | PlayStation                              |                                                                | |
| Winning Eleven                                                      |      | PlayStation                              |                                                                | |
| Silent Hill: Shattered Memories                                     | 2009 | Wii, PlayStation 2, PlayStation Portable | Compositor                                                     | |
| Julia X                                                             | 2011 | Filme                                    | Compositor                                                     | Compôs a trilha sonora do filme e as músicas: Julia´s Wish, Godzilla e Godzilla II com Mary Elizabeth McGlynn. |
| Shadows of The Damned                                               | 2011 | PC, Playstation 3                        | Compositor                                                     | Compôs Different Perspective e Take Me To Hell(Broken Dream). |
| Revolución                                                          | 2012 | CD                                       | Compositor                                                     | Segundo álbum do compositor. |

## Aparelhagem de Estúdio

### Hardware
- Roland JD-800
- Roland JP-8080
- Roland TB-303
- Roland MKS-80
- Roland DJ-70
- Roland VP-9000
- Sequential Circuit Prophet-5
- Oberheim OB-MX
- Memorymoog
- Ensoniq VFX
- Akai VX-600
- Korg Prophecy

### Software
- Emagic Logic Audio
- Emagic EXS24
- Emagic amt8
- Phrazer Infinity

## Curiosidades
- Yamaoka afirmou que Silent Hill 2  é o seu jogo favorito na série Silent Hill.[5]
- Ele escreveu o tema principal de Silent Hill 2, "Theme of Laura", em apenas três dias.[1]
- Ele fez mais de 200 sons diferentes de passos para Silent Hill 2.[1]
- Ele também escreveu o tema de 101%, o principal programa do canal de TV francês Nolife.